# Condado de Rodezno
El condado de Rodezno es un título nobiliario español creado por Carlos IV de España el 8 de mayo de 1790 a favor de Miguel Ximénez-Navarro y Ocio, Acedo y Salamanca.

## Denominación
El nombre se refiere a Rodezno, en La Rioja.

## Historia
Emparentaron con la aristocracia cacereña, con familias de la alta burguesía agraria de la ciudad como eran los López-Montenegro y los García-Mansilla, en las personas de María de la Asunción López-Montenegro García-Pelayo y María de la Purificación García-Mansilla Calvo de Mora, entre otras damas de rancio abolengo aristocrático.
Poseyó la dignidad de la grandeza de España desde el 1 de octubre de 1952, con carácter póstumo, por los servicios prestados al régimen franquista por el VII conde de Rodezno Tomás Domínguez Arévalo, que fue ministro de Justicia en la etapa final de la guerra civil española e inicios del nuevo régimen. No obstante, en virtud de la Ley de Memoria Democrática, la dignidad de la grandeza de España le fue removida.
En la actualidad el título se encuentra en posesión de María de la Asunción Gaytán de Ayala y Domínguez, IX condesa de Rodezno. La VIII condesa de Rodezno, María del Sagrado Corazón Domínguez y López-Montenegro, estuvo casada con el marqués de Tola del Gaytán, José María Gaytán de Ayala y Garmendia.
Este condado tuvo una plaza dedicada en Pamplona donde se encuentra el Monumento a los Caídos. Inicialmente con el nombre de Plaza de Conde de Rodezno se dedicaba a Tomás Domínguez Arévalo. En marzo de 2009, para cumplir la ley de Memoria Histórica y la ley de Símbolos de Navarra, el ayuntamiento de Pamplona aprobó, por parte de Nafarroa Bai (Na Bai), Partido Socialista de Navarra (PSN) y los ediles no adscritos elegidos por Acción Nacionalista Vasca una modificación del cambio de nombre en cuya votación se abstuvo Unión del Pueblo Navarro (UPN). Aduciendo que ésta era una atribución de la alcaldesa, que era de UPN, la misma firmó una resolución en que indicaba que dejaba de ser un homenaje a Tomás Domínguez Arévalo y pasaba a serlo del título nobiliario, Conde de Rodezno, de manera genérica. En noviembre de 2015, siendo alcalde Joseba Asiron, se cambió la denominación a plaza de la Libertad.

## Condes de Rodezno[5]
| Titular                | Titular                                                       | Periodo                |
| Creación por Carlos IV | Creación por Carlos IV                                        | Creación por Carlos IV |
| ---------------------- | ------------------------------------------------------------- | ---------------------- |
| I                      | Miguel Ximénez-Navarro y Ocio Acedo y Salamanca               | 1790-                  |
| II                     | Joaquín Jiménez-Navarro y Hurtado de Mendoza                  |                        |
| III                    | Joaquín Jiménez-Navarro y García Romero Mayoral               |                        |
| IV                     | María Josefa Jiménez-Navarro y García-Romero Mayoral          | -1829                  |
| V                      | María de los Ángeles Fernández de Navarrete y Jiménez-Navarro | 1829-1856              |
| VI                     | María de los Dolores de Arévalo y Fernández de Navarrete      | 1856-1919              |
| VII                    | Tomás Domínguez Arévalo                                       | 1919-1952              |
| VIII                   | María del Sagrado Corazón Domínguez y López-Montenegro        | 1952-2012              |
| IX                     | María de la Asunción Gaytán de Ayala y Domínguez              | 2013-2017              |
| X                      | María de la Asunción Gaytán de Ayala y Gaytán de Ayala        | 2018-actual titular    |

## Condes destacados
- El conde consorte fue Tomás Domínguez Romera, XI marqués de San Martín, que accedió al condado de Rodezno por su matrimonio (1881) con la VI condesa de Rodezno.

- El VII conde fue Tomás Domínguez Arévalo, hijo del anterior, destacado tradicionalista y carlista y que aceptó, a diferencia de Manuel Fal Conde, el sometimiento del tradicionalismo al decreto de unificación por el que Franco reunió en un solo partido (Falange Española Tradicionalista y de las Juntas de Ofensiva Nacional Sindicalista, FET y de las JONS) los distintos talantes civiles que habían llevado a la sublevación militar tales como monárquicos alfonsinos, tradicionalistas, monárquicos carlistas, JONSistas y falangistas. Tras ponerse al frente de tan singular partido, llamado "Movimiento Nacional", lo alcanzó su temprana muerte en 1952. Franco le otorgó póstumamente el 1 de octubre de 1952 la dignidad de la grandeza de España y le fue retirada el 21 de octubre de 2022 tras la entrada en vigor de la Ley de Memoria Democrática.[6] Es conocido por antonomasia por su título nobiliario "conde de Rodezno".